# Klobenjochspitze
Die Klobenjochspitze oder kurz das Klobenjoch ist ein 2041 m ü. A. hoher Berg im Rofan am Achensee in Tirol.
Obwohl das Klobenjoch nur eine vergleichsweise geringe Schartenhöhe von 86 m aufweist, erscheint der Gipfel während
der Fahrt auf der Achenseestraße Richtung Inntal kurz nach Achenkirch als mächtiger einzelstehender Berg, da man vom Tal aus weder den Verbindungsrücken noch den eigentlichen Rofanstock sehen kann. Vom Gipfel hat man unter anderem einen schönen Blick auf den Achensee sowie in das auf der gegenüberliegenden Seeseite beginnende Falzthurntal im Karwendel.

## Wege
Auf das Klobenjoch führt kein markierter Weg, der übliche Anstieg erfolgt von der Dalfazalm. Zunächst wird von der Dalfazalm der Hang auf einem Pfad in nordwestlicher Richtung gequert, dann gelangt man weglos durch eine markante Wiesenmulde hinauf auf den Kamm. Hier wendet man sich nach rechts und gelangt etwas mühsam durch dichte Latschenfelder zum Gipfel. Dabei ist kurz vor dem höchsten Punkt eine etwa 2 m breite Felsspalte (I) zu überqueren.